# Palluau-sur-Indre
Pour les articles homonymes, voir Palluau (homonymie).
Ne doit pas être confondu avec Palluau ou Palluaud.
Palluau-sur-Indre est une commune française située dans le département de l'Indre, en région Centre-Val de Loire.

## Géographie

### Localisation
La commune est située dans l'ouest du département, dans la région naturelle du Boischaut Nord. Elle se trouve sur les escarpements de la vallée de l'Indre.
Les communes limitrophes sont : Saint-Genou (3 km), Villegouin (5 km), Arpheuilles (6 km), Le Tranger (6 km), Clion (6 km), Saint-Médard (7 km) et Préaux (9 km).
Les communes chefs-lieux et préfectorales sont : Buzançais (10 km), Châteauroux (33 km), Le Blanc (39 km), Issoudun (51 km) et La Châtre (65 km).

### Hameaux et lieux-dits
Les hameaux et lieux-dits de la commune sont : la Motte, Villebernin, Mont et la Vernelle.

### Géologie et hydrographie
La commune est classée en zone de sismicité 2, correspondant à une sismicité faible.
Le territoire communal est arrosé par les rivières Indre et Cité. Le confluent de ces deux cours d'eau est sur le territoire de la commune.

### Climat
Pour des articles plus généraux, voir Climat du Centre-Val de Loire et Climat de l'Indre.
En 2010, le climat de la commune est de type climat océanique dégradé des plaines du Centre et du Nord, selon une étude du CNRS s'appuyant sur une série de données couvrant la période 1971-2000. En 2020, Météo-France publie une typologie des climats de la France métropolitaine dans laquelle la commune est exposée à un climat océanique altéré et est dans la région climatique Centre et contreforts nord du Massif Central, caractérisée par un air sec en été et un bon ensoleillement.
Pour la période 1971-2000, la température annuelle moyenne est de 12,1 °C, avec une amplitude thermique annuelle de 14,9 °C. Le cumul annuel moyen de précipitations est de 737 mm, avec 12 jours de précipitations en janvier et 7,1 jours en juillet. Pour la période 1991-2020, la température moyenne annuelle observée sur la station météorologique de Météo-France la plus proche, sur la commune de Pellevoisin à 9 km à vol d'oiseau, est de 12,4 °C et le cumul annuel moyen de précipitations est de 798,0 mm,. Pour l'avenir, les paramètres climatiques de la commune estimés pour 2050 selon différents scénarios d'émission de gaz à effet de serre sont consultables sur un site dédié publié par Météo-France en novembre 2022.

### Voies de communication et transports
Le territoire communal est desservi par les routes départementales : 15, 15E, 17, 28, 28F, 28K, 63, 63A et 943.
La ligne de Joué-lès-Tours à Châteauroux passe par le territoire communal, une gare (Palluau - Saint-Genou) desservait la commune. La gare ferroviaire la plus proche est la gare de Châteauroux, à 36 km.
Palluau-sur-Indre est desservie par la ligne 2.4 du réseau d'autocars TER Centre-Val de Loire.
L'aéroport le plus proche est l'aéroport de Châteauroux-Centre, à 38 km.
Le territoire communal est traversé par le sentier de grande randonnée 46 et par le sentier de grande randonnée de pays de Valençay.

## Urbanisme

### Typologie
Au 1er janvier 2024, Palluau-sur-Indre est catégorisée commune rurale à habitat dispersé, selon la nouvelle grille communale de densité à sept niveaux définie par l'Insee en 2022.
Elle est située hors unité urbaine et hors attraction des villes,.

### Occupation des sols
L'occupation des sols de la commune, telle qu'elle ressort de la base de données européenne d’occupation biophysique des sols Corine Land Cover (CLC), est marquée par l'importance des territoires agricoles (83,1 % en 2018), une proportion sensiblement équivalente à celle de 1990 (83,2 %). La répartition détaillée en 2018 est la suivante : 
terres arables (53,9 %), prairies (20,1 %), forêts (15,2 %), zones agricoles hétérogènes (7,7 %), zones urbanisées (1,7 %), cultures permanentes (1,4 %). L'évolution de l’occupation des sols de la commune et de ses infrastructures peut être observée sur les différentes représentations cartographiques du territoire : la carte de Cassini (XVIIIe siècle), la carte d'état-major (1820-1866) et les cartes ou photos aériennes de l'IGN pour la période actuelle (1950 à aujourd'hui).

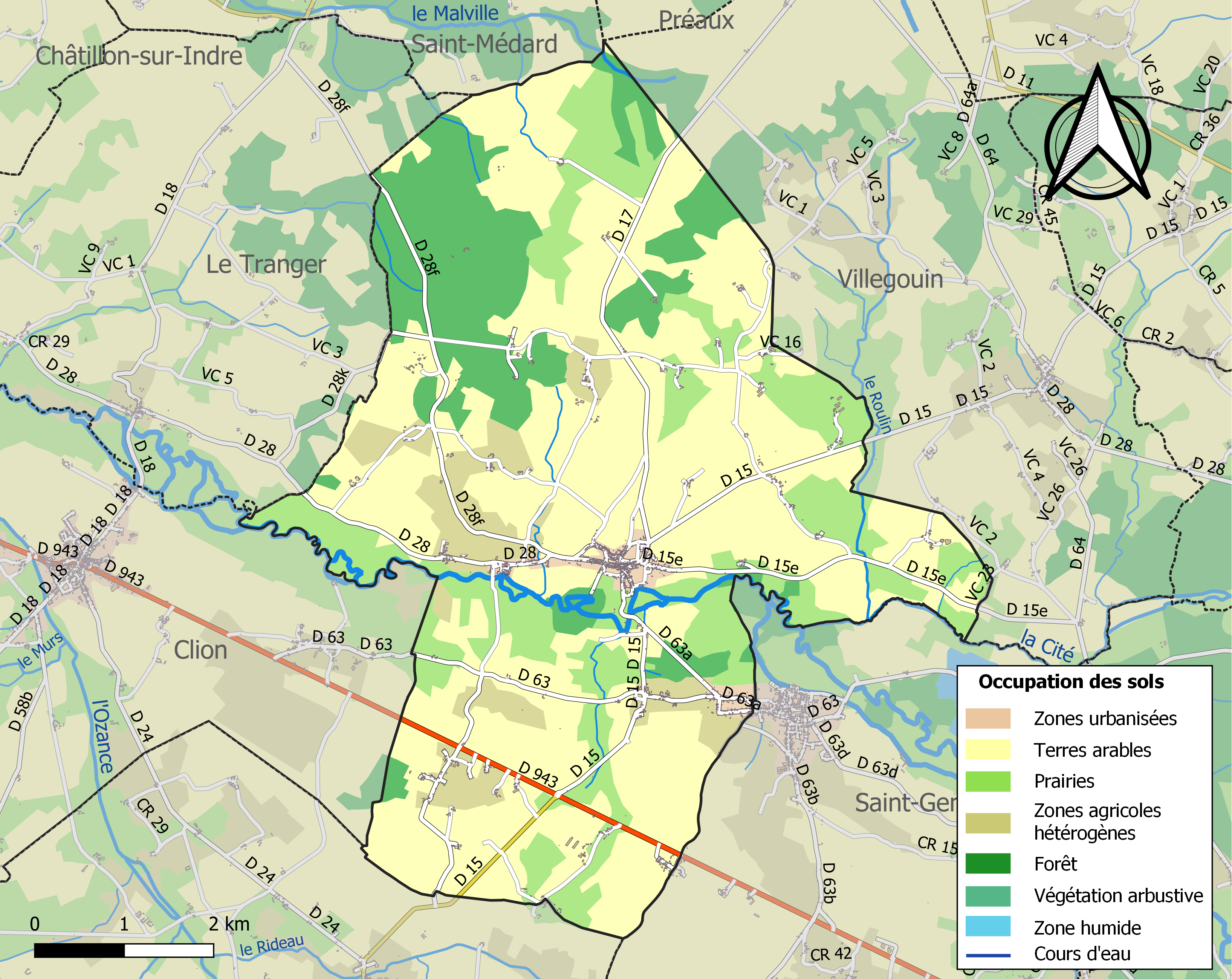
Carte des infrastructures et de l'occupation des sols de la commune en 2018 (CLC).

### Logement
Le tableau ci-dessous présente le détail du secteur des logements de la commune :
| Date du relevé                                              | 2013   |
| Nombre total de logements                                   | 557    |
| Résidences principales                                      | 64,5 % |
| Résidences secondaires                                      | 24,4 % |
| Logements vacants                                           | 11,1 % |
| Part des ménages propriétaires de leur résidence principale | 83,9 % |

### Risques majeurs
Le territoire de la commune de Palluau-sur-Indre est vulnérable à différents aléas naturels : météorologiques (tempête, orage, neige, grand froid, canicule ou sécheresse), inondations, feux de forêts, mouvements de terrains et séisme (sismicité faible). Un site publié par le BRGM permet d'évaluer simplement et rapidement les risques d'un bien localisé soit par son adresse soit par le numéro de sa parcelle.
Certaines parties du territoire communal sont susceptibles d’être affectées par le risque d’inondation par débordement de cours d'eau, notamment la Cité, le Malville et l'Indre. La commune a été reconnue en état de catastrophe naturelle au titre des dommages causés par les inondations et coulées de boue survenues en 1982, 1999 et 2016,.
Pour anticiper une remontée des risques de feux de forêt et de végétation vers le nord de la France en lien avec le dérèglement climatique, les services de l’État en région Centre-Val de Loire (DREAL, DRAAF, DDT) avec les SDIS ont réalisé en 2021 un atlas régional du risque de feux de forêt, permettant d’améliorer la connaissance sur les massifs les plus exposés. La commune, étant pour partie dans le massif de Saint-Médard, est classée au niveau de risque 3, sur une échelle qui en comporte quatre (1 étant le niveau maximal).

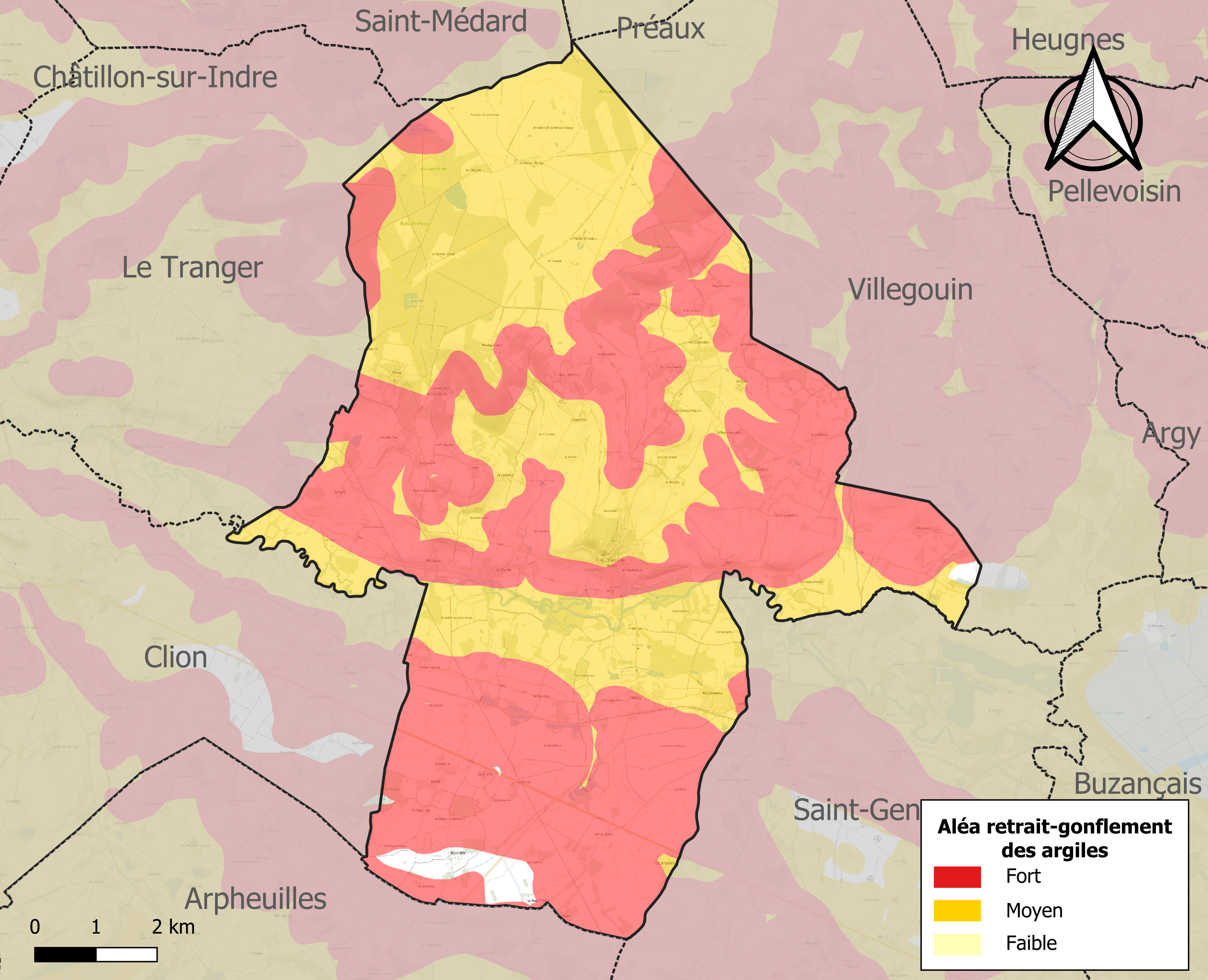
Carte des zones d'aléa retrait-gonflement des sols argileux de Palluau-sur-Indre.

Les mouvements de terrains susceptibles de se produire sur la commune sont des tassements différentiels.
Le retrait-gonflement des sols argileux est susceptible d'engendrer des dommages importants aux bâtiments en cas d’alternance de périodes de sécheresse et de pluie. 98,4 % de la superficie communale est en aléa moyen ou fort (84,7 % au niveau départemental et 48,5 % au niveau national). Sur les 569 bâtiments dénombrés sur la commune en 2019, 560 sont en aléa moyen ou fort, soit 98 %, à comparer aux 86 % au niveau départemental et 54 % au niveau national. Une cartographie de l'exposition du territoire national au retrait gonflement des sols argileux est disponible sur le site du BRGM,.
Concernant les mouvements de terrains, la commune a été reconnue en état de catastrophe naturelle au titre des dommages causés par la sécheresse en 1989, 1992, 1998, 2011, 2017 et 2018 et par des mouvements de terrain en 1999.

## Toponymie
Ses habitants sont appelés les Palludéens.

## Histoire
La paroisse était située à l’origine à Onzay, jusqu’à la construction du château de Palluau. Le château a créé un pôle d’attraction, et le village s’est petit à petit presque entièrement déplacé, jusqu’à ce que le village d’origine ne soit qu’un simple hameau. La résistance des autorités religieuses au changement fit que la paroisse ne fut déplacée à l’église du village principal qu’au XVIIIe siècle.
La famille noble de Palluau exerçait la seigneurie au Moyen Âge, au moins depuis le XIe siècle (ne pas confondre avec les seigneurs de Palluau en Poitou)[réf. nécessaire]. Jouant un rôle important dans la région des confins de la Touraine et du Berry, elle eut aussi Montrésor. Au XIVe siècle, l'héritière Isabelle/Isabeau de Palluau transmit le fief à son mari Jean (Jehan) Payen (Péan) de Boussay, et leur fille Jeanne Payen(ne) ou Péan(ne) à son époux Huguenin (de) Tranchelion, qui fit hommage au roi le 12 novembre 1365 (Jeanne fut aussi la femme de Nicolas II de Menou, d'où Jean III de Menou, sire de Boussay),.
Jeanne et Huguenin eurent pour fils héritier Guillaume (de) Tranchelion (1re moitié du XVe siècle), père entre autres d'autre Guillaume (dont la fille Anne épouse Pierre de Brilhac d'Argy de Monts), Jean et Jeannet Tranchelion, co-seigneurs de Palluau. A la génération suivante, on trouve Charlotte (fille de Jean ; mariée à Gilles Brachet : voir leur descendant Claude Brachet ci-après) et ses frères ou cousins germains Guillaume (seigneur principal de Tranchelion et de Palluau, chambellan de Charles VI puis de Charles VII, marié avant 1425 à Guillemette Horric, dame des Roches d'Avon), Gilles et Charles Tranchelion (Charles épouse Françoise de Silly, et leur fille, autre Charlotte, marie en 1524 sans postérité Claude Ier de Beauvilliers, 1er comte de St-Aignan).
Le 25 février 1606, Palluau est saisi sur Claude Brachet et adjugé à Antoine de Buade de Frontenac, père d'Henri de Buade et grand-père du célèbre gouverneur de la Nouvelle-France Louis de Buade de Frontenac.
La commune fut rattachée de 1973 à 2015 au canton de Châtillon-sur-Indre.
Le hameau de la Motte, alors nommé la Motte-sur-Indre, situé sur la commune, fut un fief qui a appartenu à Audouin Chauveron (alias Chouveyron), seigneur de Laurière et du Dognon en Limousin, prévôt de Paris de 1381 à 1389. Audouin l’a acquis en 1388. On en voit aussi mention dans les Carrés de d’Hozier 181 page 89, consultables sur Gallica

## Politique et administration
La commune dépend de l'arrondissement de Châteauroux, du canton de Buzançais, de la première circonscription de l'Indre et de la communauté de communes du Châtillonnais en Berry.
Elle dispose d'une agence postale communale et d'un office de tourisme.
| Période                                  | Période   | Identité           | Étiquette | Qualité     |
| ---------------------------------------- | --------- | ------------------ | --------- | ----------- |
| avant 1988                               | ?         | Roger Amblard      |           |             |
| mars 2001,                               | mars 2014 | Béatrice Dubernard | ?         | Cadre santé |
| mars 2014                                | En cours  | Marc Rouffy        | DVD       | Retraité    |
| Les données manquantes sont à compléter. |           |                    |           |             |

## Population et société

### Démographie
L'évolution du nombre d'habitants est connue à travers les recensements de la population effectués dans la commune depuis 1793. Pour les communes de moins de 10 000 habitants, une enquête de recensement portant sur toute la population est réalisée tous les cinq ans, les populations de référence des années intermédiaires étant quant à elles estimées par interpolation ou extrapolation. Pour la commune, le premier recensement exhaustif entrant dans le cadre du nouveau dispositif a été réalisé en 2007.

En 2022, la commune comptait 789 habitants, en évolution de +1,15 % par rapport à 2016 (Indre : −3 %, France hors Mayotte : +2,11 %).
| 1793  | 1800  | 1806  | 1821  | 1831  | 1836  | 1841  | 1846  | 1851  |
| ----- | ----- | ----- | ----- | ----- | ----- | ----- | ----- | ----- |
| 1 260 | 1 405 | 1 181 | 1 892 | 1 979 | 1 980 | 1 856 | 1 818 | 1 940 |

| 1856  | 1861  | 1866  | 1872  | 1876  | 1881  | 1886  | 1891  | 1896  |
| ----- | ----- | ----- | ----- | ----- | ----- | ----- | ----- | ----- |
| 1 870 | 1 854 | 1 877 | 1 767 | 1 790 | 1 771 | 1 706 | 1 639 | 1 644 |

| 1901  | 1906  | 1911  | 1921  | 1926  | 1931  | 1936  | 1946  | 1954  |
| ----- | ----- | ----- | ----- | ----- | ----- | ----- | ----- | ----- |
| 1 628 | 1 630 | 1 597 | 1 418 | 1 428 | 1 391 | 1 414 | 1 406 | 1 497 |

| 1962  | 1968  | 1975  | 1982  | 1990 | 1999 | 2006 | 2007 | 2012 |
| ----- | ----- | ----- | ----- | ---- | ---- | ---- | ---- | ---- |
| 1 289 | 1 154 | 1 028 | 1 017 | 905  | 828  | 796  | 792  | 759  |

| 2017 | 2022 | - | - | - | - | - | - | - |
| ---- | ---- | - | - | - | - | - | - | - |
| 789  | 789  | - | - | - | - | - | - | - |

### Enseignement
La commune dépend de la circonscription académique du Blanc.

### Sports
Un site de baignade non surveillé (plage des Rosières) est présent dans la commune.

### Médias
La commune est couverte par les médias suivants : La Nouvelle République du Centre-Ouest, Le Berry républicain, L'Écho - La Marseillaise, La Bouinotte, Le Petit Berrichon, France 3 Centre-Val de Loire, Berry Issoudun Première, Vibration, Forum, France Bleu Berry et RCF en Berry.

## Économie
La commune se situe dans la zone d’emploi de Châteauroux et dans le bassin de vie de Buzançais.
La commune se trouve dans l'aire géographique et dans la zone de production du lait, de fabrication et d'affinage des fromages Valençay et Sainte-maure-de-touraine.
Un camping est présent dans la commune. Il s'agit du camping des Rosières qui dispose de 50 emplacements.

## Culture locale et patrimoine

### Lieux et monuments
- Château de Palluau-Frontenac. En partie ruiné par les conflits religieux, le château est acquis, en 1606, par Antoine de Buade, compagnon d'Henri IV. Antoine commencera sa restauration, que poursuivra sa belle-fille, Anne Phélypeaux, à l'origine en 1630 de la commande des peintures de la chapelle castrale Sainte-Madeleine de Palluau[48]. Façades et toitures du château ainsi que les parois décorées de peintures murales de la chapelle et de la tour ouest sont classées au titre des monuments historiques par arrêté du 4 mai 1944.
- Église Saint-Laurent
- Prieuré Saint-Laurent[49] : le prieuré dispose de fresques romanes.
- Hôtel du château
- Monument aux morts

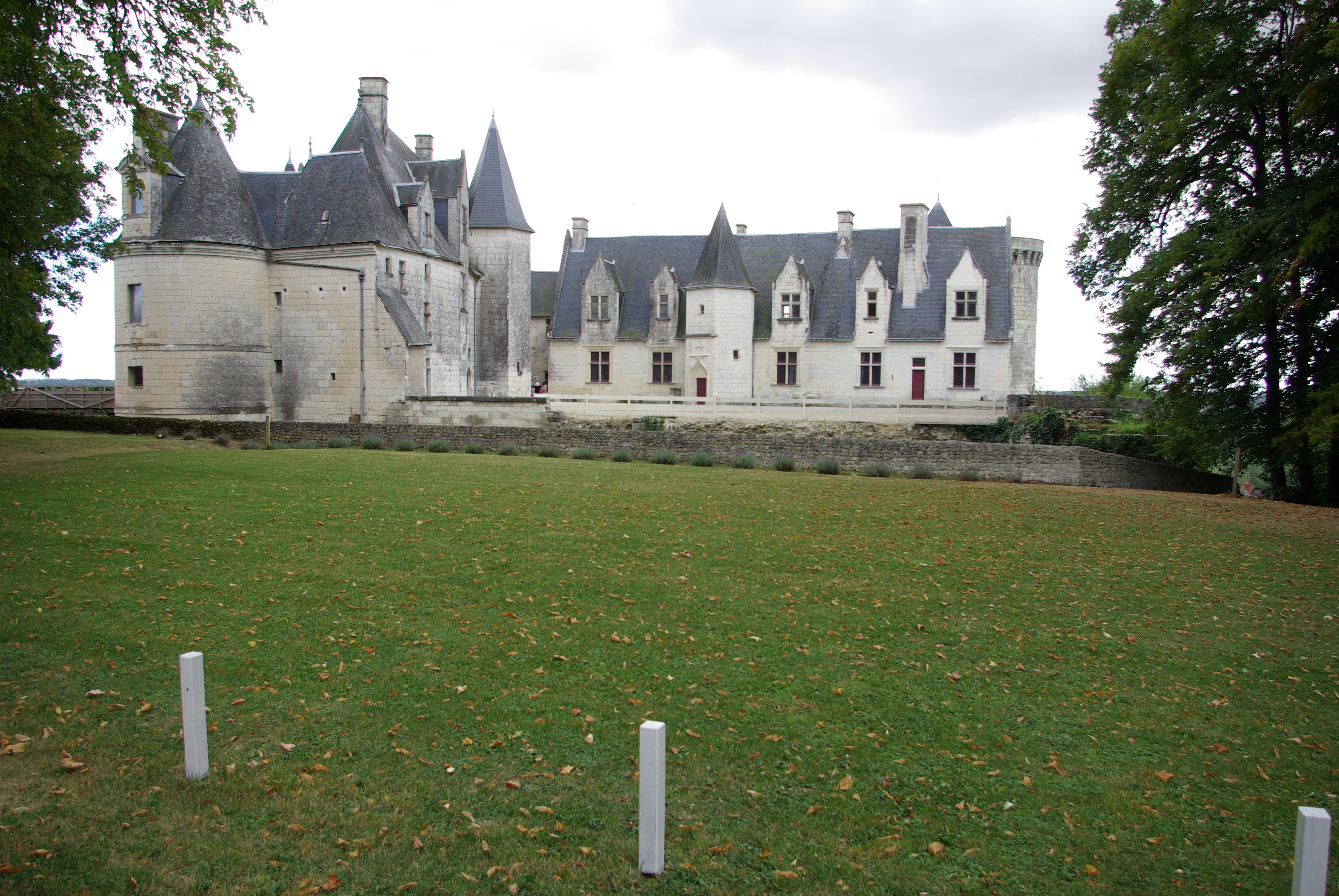
Le château en 2012.
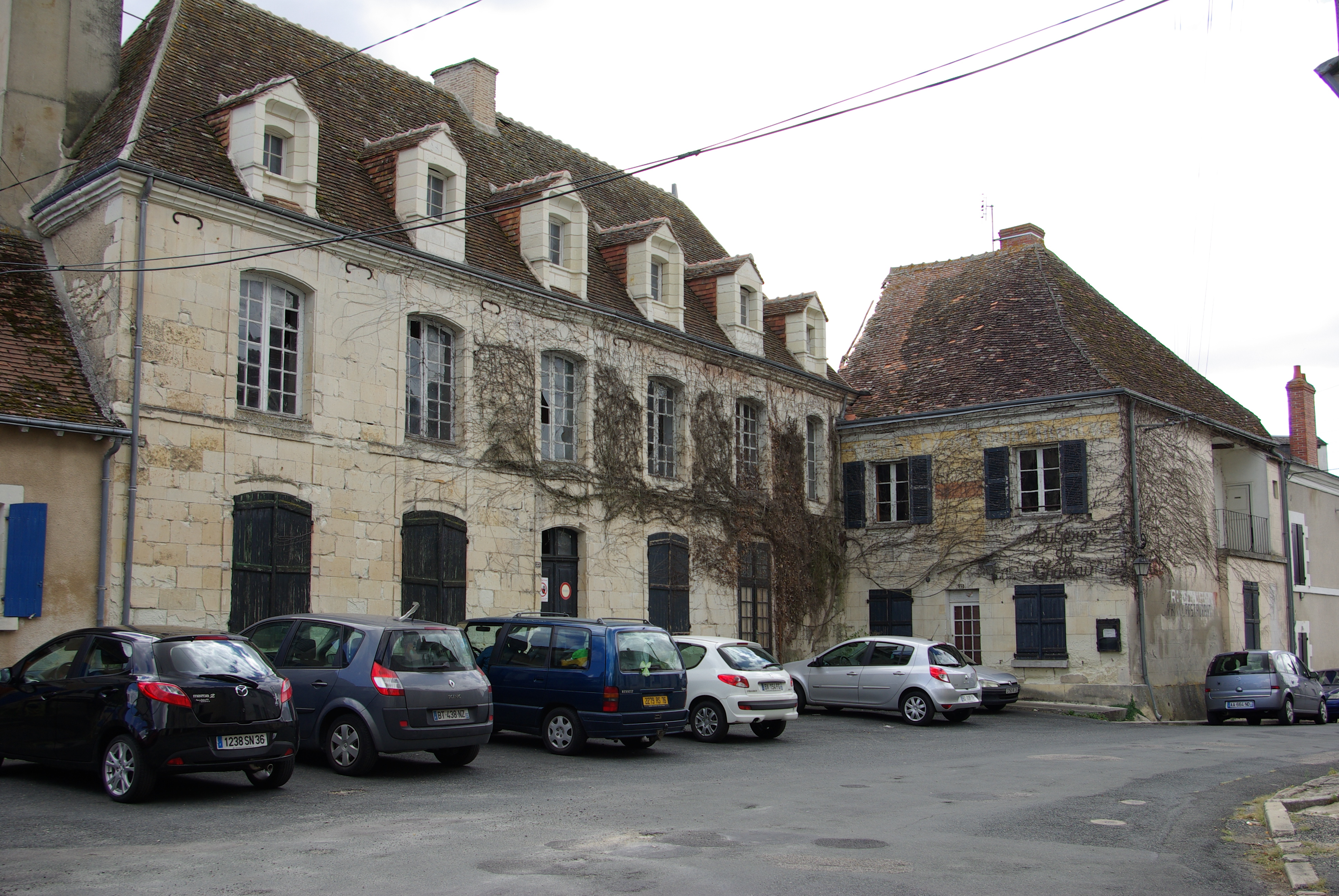
L'hôtel du château en 2012.

### Personnalités liées à la commune
- Louis de Buade, comte de Frontenac (1622-1698), gouverneur de la Nouvelle-France, était également comte de Palluau.
- Jean-Louis Franquelin (1651-1712), cartographe et hydrographe est né à Palluau-sur-Indre.

### Héraldique, logotype et devise
| Blason de Palluau-sur-Indre | Blason  | De gueules au lion d'or transpercé par une épée haute en bande d'argent garnie d'or. |
| Blason de Palluau-sur-Indre | Détails | Le statut officiel du blason reste à déterminer.                                     |